# Karl Kuhn (Goetheforscher)
Karl Kuhn (geb. 3. Februar 1840 in Weimar; gest. 1907 ebenda) war ein deutscher Jurist, Schriftsteller und Goethe-Forscher.
Hauptsächlich schrieb Kuhn über das alte Weimar. Sein Hauptverdienst jedoch ist es, das Grab von Christiane Vulpius und das der Christiane Becker-Neumann wieder aufgefunden und somit der Vergessenheit entrissen zu haben.
Sein Grab befindet sich auf dem Historischen Friedhof Weimar, wo auch weitere Familienangehörige bestattet sind wie u. a. der Geheime Finanzrat Theodor Kuhn (1808–1873), der sein Vater war. Eine Grabtafel ist jedoch nicht erkennbar.